# Carlo Molfese
Carlo Molfese (Brienza, 26 maggio 1934) è un attore e impresario teatrale italiano.

## Biografia
Molfese cresce a Napoli ma nasce a Brienza, un piccolo paese in provincia di Potenza. La madre e il padre, giovani attori napoletani, avevano infatti fatto tappa nel piccolo centro lucano con la compagnia di Carlo Titta, ed è proprio a Brienza avviene il suo debutto sul palcoscenico a soli quattro giorni di età ne I figli di nessuno.
Iscrittosi alla facoltà di giurisprudenza all'Università Federico II di Napoli, abbandona gli studi al primo anno per seguire la vocazione teatrale.
Comincia fin da ragazzo a frequentare la Galleria Umberto I di Napoli, ritrovo di molti artisti dove, grazie a suo padre Marcello, entra in contatto con Nino Taranto, Pietro De Vico, Anna Campori, Ugo D'Alessio, Franco Sportelli, Pupella e Rosalia Maggio e tanti altri grandi interpreti del teatro napoletano.
Il suo vero debutto come attore avviene a 18 anni nello spettacolo 'O Zampugnaro 'nnamurato, organizzato da suo padre in omaggio ad Armando Gill.
Dopo alterne fortune come attore di avanspettacolo e sceneggiate napoletane, nel 1958 avviene un grande incontro: Totò, il principe che già all'epoca risenti a dei suoi noti problemi di vista, lo chiama per trascrivere le sue poesie in napoletano, quelle che poi verranno raccolte sotto il titolo di 'A livella.
Successivamente, tra il 1958 ed il 1962, altri incontri saranno significativi per la sua carriera: Amedeo Nazzari, Vittorio De Sica, Aldo Fabrizi e ancora Nino Taranto, con il quale realizza il primo grande spettacolo: Sette italiani da salvare, scritto da Dino Verde, che segna il ritorno di Taranto alla rivista.
Nel 1962 decide di diventare impresario teatrale. Fino al 1967 dirige il Teatro delle Muse di Roma, con programmazioni per quegli anni inconsuete e chiamando artisti come Carmelo Bene, Paolo Poli, Laura Betti, Giancarlo Cobelli. Quest'ultimo mette in scena La caserma delle fate, con un protagonista che diventerà fondamentale per la sua carriera artistica e, soprattutto, per il teatro italiano: Gigi Proietti.
Nello stesso teatro organizza anche una serie di recital di giovani cantautori come Gino Paoli, Umberto Bindi, Sergio Endrigo, Gino Negri, Fred Bongusto, e il debutto del giovane attore comico Vittorio Marsiglia.
Poi si dedica al cabaret: nel 1969 nella cantina delle Grotte del piccione di Piero Gabrielli nasce il CAB 37 dove Fiorenzo Fiorentini rilancia il mito del grande Petrolini. Fiorenzo Fiorentini è affiancato da Maria Luisa Serena, da Dada Gallotti, da Luciano Fineschi, e da un giovanissimo Lino Banfi. Al piano debutta un giovanissimo talento: Nicola Piovani. In questa impresa Molfese incontra Renato Angiolillo, direttore de Il Tempo.
Nel 1973 si concretizza l'idea di creare quello che sarà poi il Teatro Tenda. Per un'intera stagione realizza il primo decentramento culturale nei quartieri popolari di Roma con Pippo Baudo, Gianni Nazzaro e Lino Banfi  con lo spettacolo  " Alle 9 sottocasa". Nel 1975 ripete l'esperienza con Aldo Fabrizi nello spettacolo Baci, promesse, carezze, lusinghe e illusion.... L'anno successivo il Teatro Tenda trova una sede definitiva in Piazza Mancini.
Prendono il volo dal Teatro Tenda attori come Gigi Proietti, Roberto Benigni, Renato Zero, I Gatti di Vicolo Miracoli, La Smorfia di Lello Arena, Enzo De Caro e Massimo Troisi e molti altri.
Come impresario Molfese ha poi legato il suo nome a protagonisti come Vittorio Caprioli, Domenico Modugno, Mario Scaccia, Stefano Satta Flores, Aldo Giuffré, Giancarlo Sbragia, Giovanna Ralli, Lina Volonghi e tanti altri.
Alla fine degli anni ottanta Molfese riapre un vecchio teatro romano, il Giulio Cesare e per l'occasione mette in scena, anche come produttore, uno spettacolo scritto da Elvio Porta: L'opera d'e muort'e famme, con protagonisti Vittorio Caprioli e Angela Pagano. Successivamente allestisce il musical Cyrano con Domenico Modugno.
Nel 1989, grazie a Gigi Proietti, torna a recitare nella sit-com televisiva Villa Arzilla, su Rai 2. Poi, sempre con Proietti, è il padrone di casa di Club '92, varietà del venerdì sera, ancora su Rai 2. Di nuovo con Proietti in Italian Restaurant e poi con Renzo Arbore in Caro Totò, ti voglio presentare..., trasmissione televisiva dedicata al Principe De Curtis.
Nel 1994 Molfese riapre il Teatro Belsito, proponendo una stagione dedicata all'operetta e al teatro napoletano con Vittorio Marsiglia.
Nel 1998 è fra i protagonisti del film di Ettore Scola La cena, che gli vale un Nastro d'argento assieme ai protagonisti maschili del film.
Nelle stagioni teatrali 1998/1999 è protagonista con Ugo Pagliai e Paola Gassmann della commedia di Vitaliano Brancati Una donna di casa.
Per la televisione ha svolto una intensa attività prima come produttore e autore, poi come attore in numerose fiction, attività che si è protratta fino al 2005.
Alla fine del 2006 pubblica il libro Un Teatro a Roma, storia del Teatro Tenda di piazza Mancini, cui fa seguito una mostra di manifesti, fotografie e documenti e successivamente un film/documentario dal titolo In principio era il Teatro con la collaborazione di Carlo Conversi.

## Filmografia

### Cinema
- La cena, regia di Ettore Scola (1998)
- Concorrenza sleale, regia di Ettore Scola (2001)
- La repubblica di San Gennaro, regia di Massimo Costa (2003)
- Cattive inclinazioni, regia di Pierfrancesco Campanella (2003)

### Televisione
- Villa Arzilla – serie TV, 20 episodi (1990-1991)
- Club 92 – programma TV (1990-1991)

- Un inviato molto speciale – serie TV, episodi 1x05 (1992)
- Italian Restaurant – serie TV, episodi 1x03-1x06 (1994)
- Il maresciallo Rocca – serie TV, episodi 2x01 (1998)
- Il rumore dei ricordi, regia di Paolo Poeti – miniserie TV (2000)
- Amedeo Nazzari, un divo italiano, regia di Stefano Porru - cortometraggio (2001)
- Le ragazze di Miss Italia, regia di Dino Risi – film TV (2002)
- Raccontami una storia, regia di Riccardo Donna – miniserie TV (2004)
- Un medico in famiglia – serie TV, 4 episodi (2004)
- Il veterinario, regia di José María Sánchez – miniserie TV (2005)
- L'amore non basta, regia di Tiziana Aristarco – miniserie TV (2005)
- Angeli - Una storia d'amore, regia di Stefano Reali  – film TV (2014)
- Una pallottola nel cuore – serie TV, episodi 1x01 (2014)